# タムノン県 (ドンタップ省)
タムノン県（タムノンけん、ベトナム語：Huyện Tam Nông / 縣三農?）は、ベトナム社会主義共和国ドンタップ省の県。面積は459 km²、人口は99,995人（2019年）である。

## 行政区画
以下の1市鎮11社から構成される。
- チャムチム市鎮（Tràm Chim / 檻佔）
- アンホア社（An Hòa / 安和）
- アンロン社（An Long / 安隆）
- ホアビン社（Hòa Bình / 和平）
- フークオン社（Phú Cường / 富強）
- フードゥク社（Phú Đức / 富德）
- フーヒエップ社（Phú Hiệp / 富協）
- フーニン社（Phú Ninh / 富寧）
- フータインA社（Phú Thành A / 富城A）
- フータインB社（Phú Thành B / 富城B）
- フート社（Phú Thọ / 富壽）
- タンコンシン社（Tân Công Sính / 新公聘）